# Vrakuňa
Vrakuňa (Hongaars:Vereknye) is een stadsdeel van Bratislava en maakt deel uit van het district Bratislava II.
Vrakuňa telt 19.866 inwoners.

## Geschiedenis
Het dorpje Vereknye werd in de 13e eeuw voor het eerst in de geschriften vermeld. In 1910 had het dorp ruim 700 inwoners, waarvan de overgrote meerderheid Hongaars was. In 1948 werd de naam van het dorp officieel gewijzigd van Verekňe in Vrakuňa. In 1972 werd de gemeente opgeslokt door Bratislava.
Tijdens de volkstelling van 1970 vormden de Slowaken voor het eerst de meerderheid met 1240 personen, de Hongaren zijn dan met 953 personen op een totaal van 2275 inwoners. In 1980 is het totaal aantal inwoners 1914, de Slowaken zijn dan met 1120, de Hongaren met 720.
Tot 1990 groeide de plaats door de bouw van vele woningen tot ruim 18.000 inwoners. Tegenwoordig is het dorp vooral industrieel sterk ontwikkeld en is daarmee een van de meest dynamische delen van Bratislava.
Tijdens de laatste volkstelling van 2001 was de bevolkingssamenstelling als volgt:
- Slowaken  - 17 308 (90,25%)
- Hongaren - 919 (4,79%)
- Tsjechen- 201 (1,05%)
- Overige- 323 (1,68%)
- Geen opgave nationaliteit- 426 (2,22%)

Districten: Bratislava I · Bratislava II · Bratislava III · Bratislava IV · Bratislava V

Stadsdelen: Čunovo · Devín · Devínska Nová Ves · Dúbravka · Jarovce · Karlova Ves · Lamač · Nové Mesto · Petržalka · Podunajské Biskupice · Rača · Rusovce · Ružinov · Staré Mesto · Vajnory · Vrakuňa · Záhorská Bystrica